# Alpe Adria vaterpolska liga
Alpe Adria vaterpolska liga je bila vaterpolska liga koja se igrala u sezonama 2006./07. i 2007./08. U njoj su sudjelovali klubovi iz Austrije, Hrvatske, Italije, Mađarske i Slovenije. Klubovi koji su se natjecali u ligi su se istovremeno natjecali i u svojim državnim prvenstvima. 

2013. liga je nanovo pokrenuta kao natjecanje za amaterske klubove.

## Prvaci
| sezona      |  | pobjednik                             |
| ----------- |  | ------------------------------------- |
| 2006./07.   |  | Olimpija Ljubljana                    |
| 2007./08.   |  | Uniqa Ujpesti Torna Egylet Budimpešta |
|             |  |                                       |
| 2013./14.   |  | Albamaris Biograd na Moru             |
| 2014./15.   |  | Stara Sava Zagreb                     |
| 2015./16.   |  | Stara Sava Zagreb                     |
| 2016./17.   |  | Nedjeljom U9 Zagreb                   |
| 2017./18.   |  | Stara Sava Zagreb                     |
| 2022./2023. |  | AVK Triglav Kranj                     |
| 2023./2024. |  | AVK Triglav Kranj                     |
| 2024./2025. |  | HAVK Mladost Zagreb                   |

## Sudionici 2013./14.
- Albamaris - Biograd na Moru
- Garestin - Varaždin
- Gorizia Pallanauto - Gorizia
- WP Trieste - Trst
- Gorica - Nova Gorica
- Žusterna - Kopar
- Ljubljana - Ljubljana
- Mrož - Ljubljana

## Vanjske poveznice
- alpeadriawaterpololeague.com - službene stranice  Arhivirana inačica izvorne stranice od 16. lipnja 2016. (Wayback Machine)
- alpeadriawaterpololeague.wordpress.com
- facebook profil lige